# Sensualità (album)
Sensualità è il trentatreesimo album del cantante napoletano Salvo Nicolosi, del 2005.

## Tracce
1. La camisa negra
2. Mondo erotico
3. Mare e delusione
4. Bella da morire
5. Donna marì
6. Innamorato di te
7. Dammi le chiavi della macchina
8. Quanne 'o viento fa rummore
9. Sensualità
10. Sto impazzendo